# ヴァンサン・コジエロ
ヴァンサン・コジエロ（Vincent Koziello 、1995年10月28日 - ）は、フランス・グラース出身のプロサッカー選手。KVオーステンデ所属。ポジションはMF。

## クラブ経歴
ASカンヌのユースチームを経てOGCニースでプロデビュー。
2018年1月、ブンデスリーガの1.FCケルンと2022年までの4年半契約を結んだ。移籍金は330万ユーロで活躍によりさらに上昇する。
2021年8月17日、KVオーステンデと4年契約を締結した。

## 人物
- 父方の祖父はポーランド出身[5]。

## タイトル
1.FCケルン
- 2. ブンデスリーガ : 2018-19